# Cornelius Kutschke

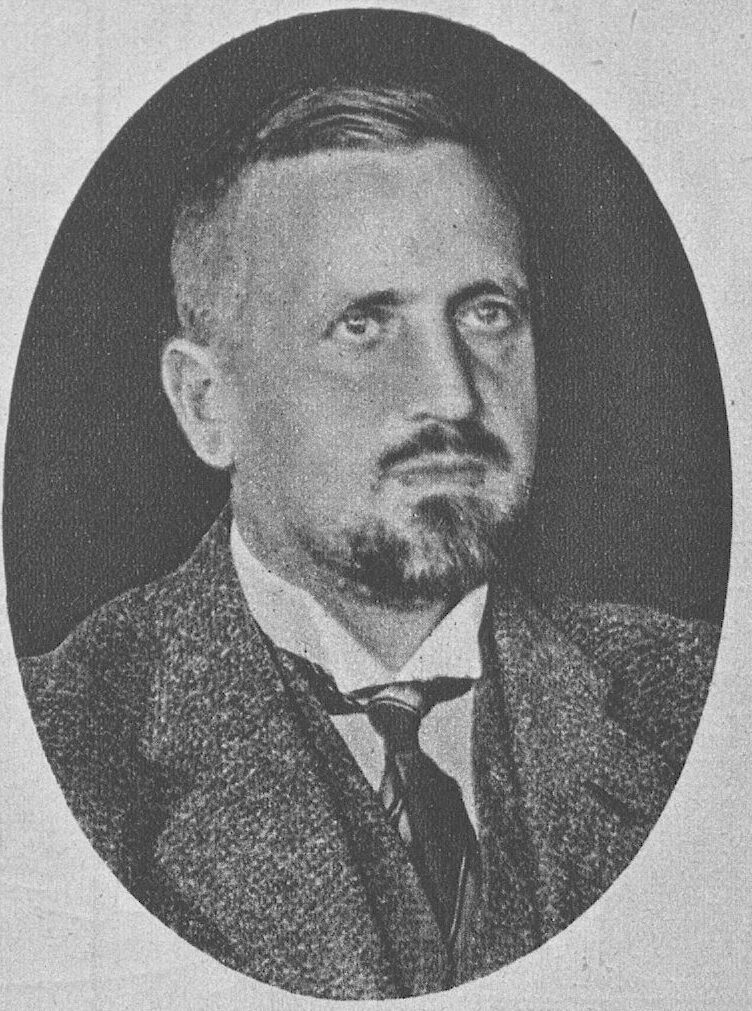
Cornelius Kutschke

Cornelius Kutschke (* 3. Juli 1877 in Dramburg, Pommern; † 18. Mai 1968 in Königsdorf (Bayern)) war ein deutscher Bauingenieur und kommunaler Baubeamter. 

## Leben
Nach dem Studium war Kutschke wissenschaftlicher Assistent an der Technischen Hochschule Charlottenburg. In Deutsch-Südwestafrika leitete er als Regierungsbauführer (Referendar in der öffentlichen Bauverwaltung) über drei Jahre die Vorarbeiten zum Bau der Eisenbahn von Windhoek nach Kapstadt. 1911 kehrte er nach Berlin zurück und arbeitete als Magistratsbaurat in der Stadtverwaltung.
1915 wurde er Stadtbaurat und Leiter des Tiefbauamts in Königsberg i. Pr. 1919 war er Sachverständiger bei der deutschen Friedensdelegation in Versailles. Für Oberbürgermeister Hans Lohmeyer betrieb er die Schleifung der Fortifikationsbauten Königsberg. Dass er den schwierigen Ausbau des Königsberger Hafens bewältigte, brachte ihm die Ehrendoktorwürde der Technischen Hochschule Danzig (als Dr.-Ing. E. h.) ein. 1933 von den Nationalsozialisten inhaftiert und 1934 aus dem Staatsdienst ausgeschieden, verbrachte er sein weiteres Leben auf seinem Hof in Oberbayern.

## Schriften
- Bericht über die Studienreise der Hafen-Deputation der Stadt Königsberg i. Pr. nach dem Westen und nach Rußland im Frühjahr 1914. Hartung, Königsberg 1914, OCLC 72618972.
- Die Speicheranlagen am Industriehafen zu Königsberg Pr. Allgemeine Zeitungs- und Verlagsdruckerei, Königsberg 1924, OCLC 72618975.
- Der Neubau des Königsberger Handels- und Industriehafens. In: Zeitschrift des Vereins Deutscher Ingenieure. 68. Jahrgang, 1924.
- Königsberg als Hafenstadt. In: Königsberger Allgemeine Zeitung. Nr. 221, 27. Mai 1924.
- Der Königsberger Hafen. In: Hans Heymut, F. W. Odendahl (Hrsg.): Königsberg i. Pr. (= Deutschlands Städtebau). DARI Deutscher Architektur- und Industrie-Verlag, Berlin-Halensee 1926, OCLC 18885331.
- Königsberg als Hafenstadt. Ostpreußische Druckerei und Verlags-Anstalt, Königsberg 1930, OCLC 72618974.